# Arco insular
Un arco insular o arco de islas es una clase de archipiélago formado por la tectónica de placas a medida que una placa tectónica en el océano protagoniza una subducción contra otra y surge magma. Los arcos insulares son de los dos principales tipos de arcos volcánicos el otro siendo los arco continentales (ej. Cinturón volcánico de los Andes) aunque existen muchos casos intermedios como lo es Nueva Zelanda, el Arco Volcánico Centroamericano y el Arco de Sonda.

## Formación de un arco insular

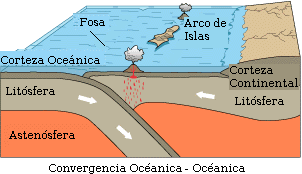
Formación de un arco insular por la subducción bajo litosfera oceánica.

En una zona de subducción, el borde de una placa se desliza por debajo de la otra, oprimiéndola. La placa inferior contiene en su parte más alta basaltos del fondo oceánico que han sido alterados e hidratados por efecto del agua del mar, junto con sedimentos marinos. Estos materiales hidratados sufren metamorfismo y deshidratación cediendo importantes cantidades de agua al manto de la placa superior favoreciendo la fusión y la generación de magmas que ascienden a la superficie formando cadenas de volcanes paralelas a la línea de separación de las dos placas. Estas líneas suelen tener formas arqueadas a lo lardo de cientos de km, de donde deriva la denominación de arcos insulares o arcos de islas.

## Otras consecuencias de la subducción

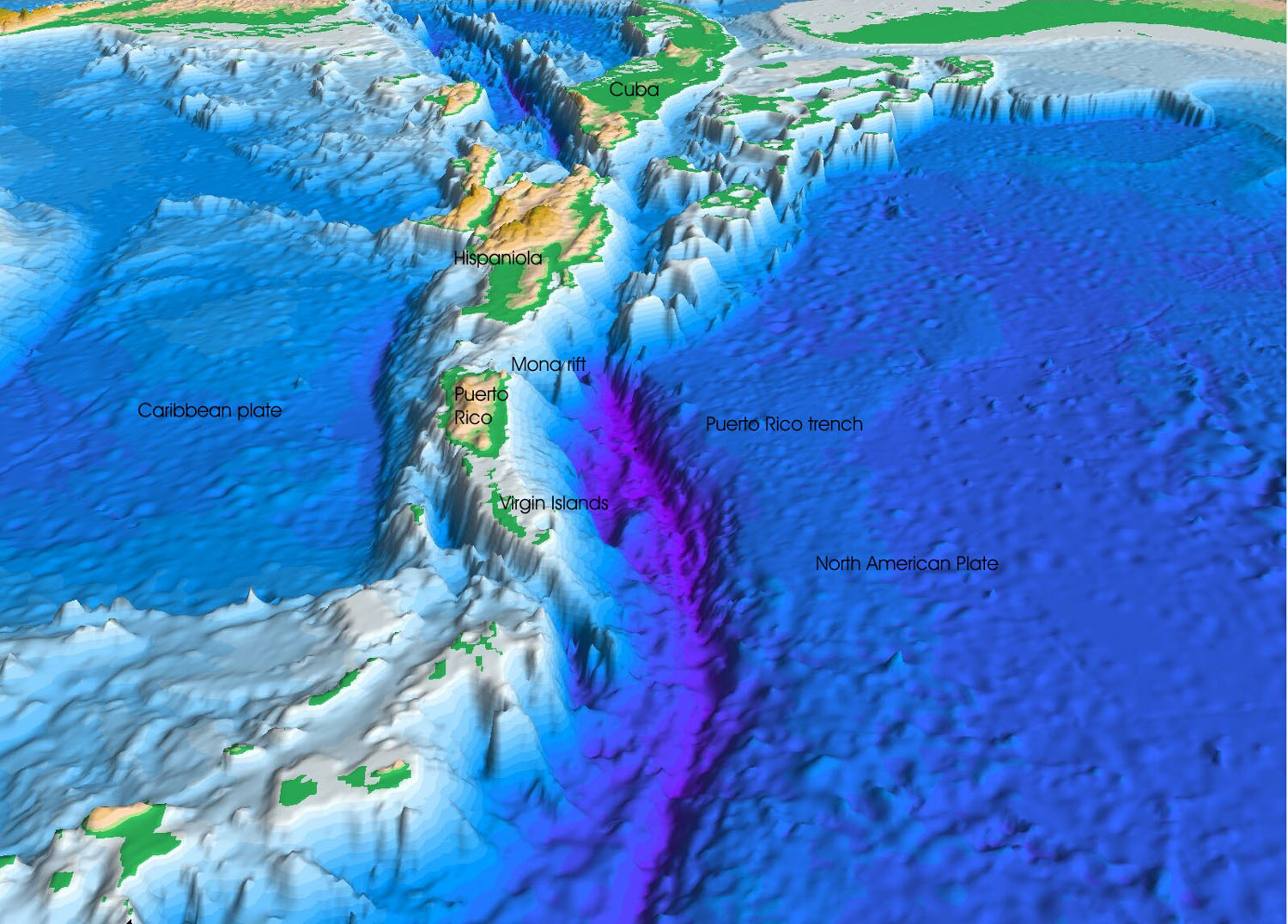
Vista oblicua hacia occidente de un modelo topográfico mostrando la fosa de Puerto Rico en las Antillas

Cercano al arco insular (del lado que da al borde de la zona de subducción) se produce una profunda y estrecha fosa oceánica que evidencia, a nivel de la corteza, el punto en que se produce el fenómeno de la subducción entre placas convergentes. Esta fosa es creada por la fricción del empuje hacia abajo que sufre el borde de una placa cuando el borde de otra se desliza por debajo de ella. Dicha fricción es la causa de numerosos terremotos a lo largo de la línea de subducción que tienen epicentros sísmicos a grandes profundidades bajo la corteza terrestre.
Las cuencas oceánicas que están en proceso de reducción debido a subducciones son llamadas "océanos remanentes" o "residuales" ya que se encogerán lentamente quedando comprimidos al producirse la subsiguiente colisión orogénica. Este proceso se ha producido una y otra vez en la historia geológica de la Tierra.

## Ejemplos de arcos insulares
Algunos de los arcos insulares más fácilmente identificables son:
En América:
- Islas Aleutianas
- Antillas Menores
- Georgias del Sur (subantárticas)
- Sandwich del Sur (subantárticas)

En la Antártida:
- Órcadas del Sur
- Shetland del Sur

En Asia:
- Islas Kuriles
- Japón
- Islas Ogasawara (Bonin)
- Islas Ryukyu
- Filipinas
- Tanimbar y Kai
- Islas Menores de la Sonda
- Islas Mayores de la Sonda
- Islas Mentawai
- Andamán y Nicobar

En Europa:
- Creta y las islas del Dodecaneso

En Oceanía:
- Islas Kermadec
- Tonga
- Islas Salomón
- Marianas

En África:
- Canarias